# Кьюза-ди-Пезио
Кьюза-ди-Пезио (итал. Chiusa di Pesio, пьем. La Ciusa) — коммуна в Италии, располагается в регионе Пьемонт, в провинции Кунео. 
Население составляет 3781 человек (2008 г.), плотность населения составляет 40 чел./км². Занимает площадь 94 км². Почтовый индекс — 12013. Телефонный код — 0171.
Покровителем коммуны почитается святой Антонин (Антоний), празднование в первое воскресение сентября.

## Демография
Динамика населения:

## Известные уроженцы
- Валлаури, Томассо(1805—1897) — итальянский филолог-классик, историк литературы, педагог, политик, сенатор.

## Администрация коммуны
- Официальный сайт: http://www.comunechiusapesio.it/